# Магси, Зульфикар Али
Зульфикар Али Магси (англ. Zulfikar Ali Magsi; род. 14 февраля 1954, Джхал-Магси, Белуджистан) — пакистанский государственный деятель. 20-й губернатор провинции Белуджистан.

## Биография
Зульфикар Али родился 14 февраля 1954 года в Джхал-Магси. Он появился на политической арене провинции Белуджистан в 1977 году, когда выиграл на выборах и попал в провинциальную ассамблею от своего родного округа в качестве независимого кандидата. В 1985 и 1988 годах на всеобщих выборах он успешно переизбирался от своего округа в провинциальную ассамблею Белуджистана. Али Магси занимал многие ключевые посты в провинциальном правительстве: с 1993 по 1996 год он был главным министром Белуджистана, а 28 февраля 2008 года был избран губернатором провинции.
Зульфикар Али официально посетил ряд стран, включая Соединённые Штаты Америки, Великобританию, Германию, Китай, Грецию, Турцию, Объединённые Арабские Эмираты и многие другие.